# Wusy (rejon orszański)
Wusy (biał. Вусы; ros. Усы, Usy) – wieś na Białorusi, w obwodzie witebskim, w rejonie orszańskim, w sielsowiecie Wysokaje, nad Arszycą.